# Erites distincta
Erites distincta är en fjärilsart som beskrevs av Martin 1895. Erites distincta ingår i släktet Erites och familjen praktfjärilar. Inga underarter finns listade i Catalogue of Life.